# Popowice (województwo kujawsko-pomorskie)
Popowice – osada w Polsce, położona w województwie kujawsko-pomorskim, w powiecie inowrocławskim, w gminie Inowrocław.
W latach 1975–1998 miejscowość administracyjnie należała do województwa bydgoskiego.
Inne miejscowości o nazwie Popowice: Popowice

## Urodzeni w Popowicach
- Pelagia Gdeczyk  – polska fotografka, która przez czterdzieści dwa lata prowadziła zakład fotograficzny w Gnieźnie[3].